# 스쿠올
스쿠올(Scuol, 로만슈어: [ˈʃkuɔ̯l] ( 듣기))은 스위스 그리종주의 엥기아디나 바사/발 뮈스테어(Engiadina Bassa/Val Müstair) 지방에 있는 자치체이다. 스쿠올의 공식 언어는 로만슈어이다. 2015년 1월 1일 아르데츠(Ardez), 과르다(Guarda), 타라스프(Tarasp), 프탄(Ftan) 및 젠트(Sent)의 이전 지자체가 스쿠올로 합병되었다.

## 이름
공식 이름은 20세기에 몇 가지 변경을 거쳤다.
- 1943년까지 지자체의 공식 이름은 Schuls였다.
- 1943년에는 Bad Scuol/Schuls로 변경되었다.
- 1970년 Schuls는 공식 이름에서 삭제되고 Bad Scuol만 남았다.
- 1999년 Bad는 없어지고, 오늘날의 이름인 Scuol을 남겼다.

## 역사
스쿠올은 1095년에 Schulles로 처음 언급되었다.
스그라피토 요소가 있는 스쿠올-타라스프의 네오르네상스 양식의 그랜드 호텔 발트하우스 풀페라(Grand Hotel Waldhaus Vulpera)는 1897년 6월 8일에 문을 열었으며, 스위스 알프스의 첫 번째 주소 중 하나였으며, 유럽의 주요 벨 에포크 기념물이었다.

## 지리

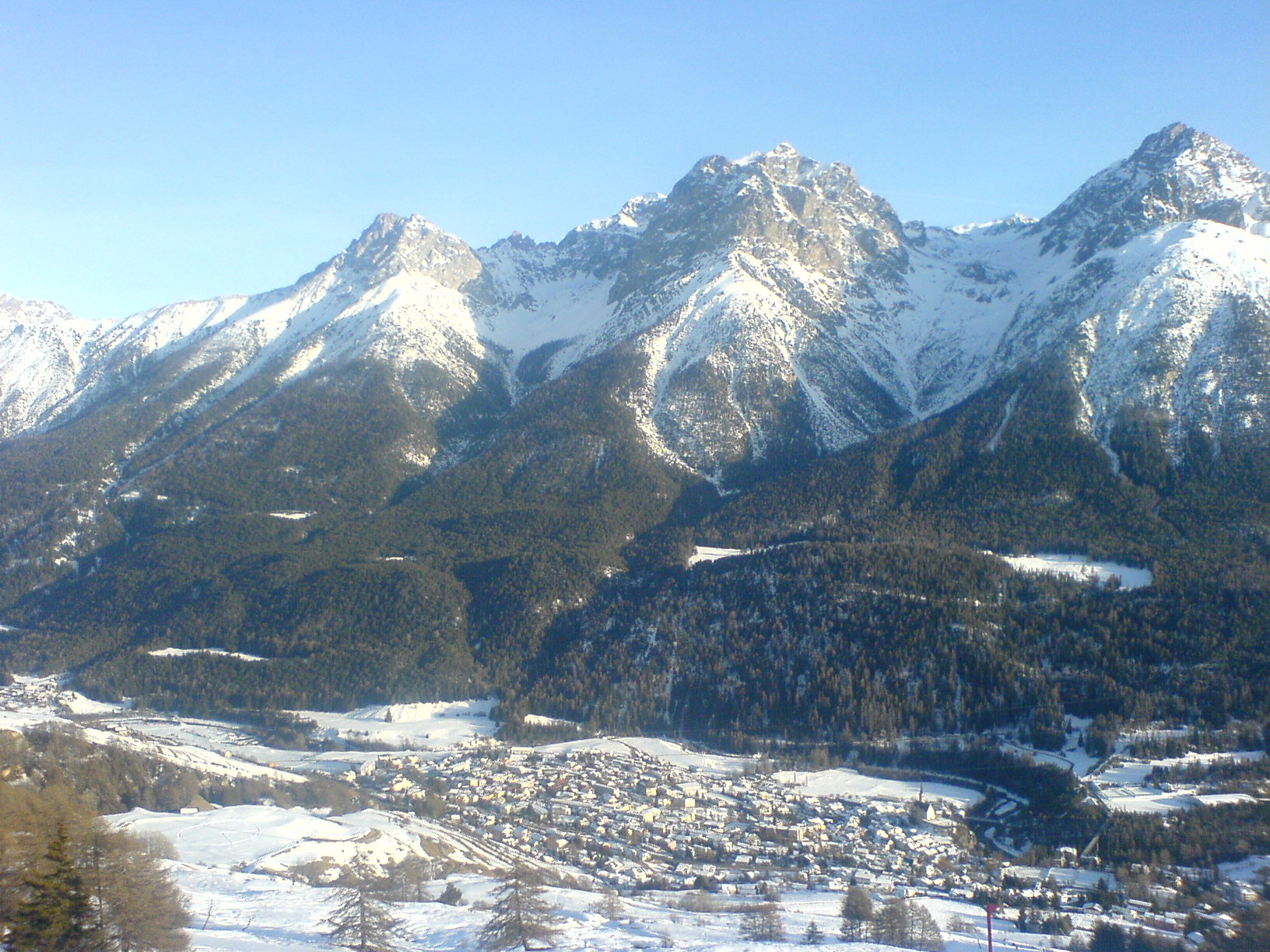
스쿠올 마을과 계곡

2015년 합병 후 스쿠올의 면적은 438.63k㎡였다. 2004년 9월 조사 기준, 합병 전 스쿠올의 면적은 144.14k㎡였다. 이 지역 중 약 26.9%가 농업용으로 사용되고 25.8%는 산림이다. 나머지 토지 중 1.2%는 정착지(건물 또는 도로)이고 46.1%는 비생산적인 토지이다. 1979년부터 지난 20년(~1985년 ~ 2004년 9월) 동안 정착된 토지의 양은 37ha가 증가하고 농경지는 146ha가 감소했다.
2,785m의 Piz Champatsch를 향한 전체 남쪽면은 스쿠올 북쪽의 지명을 따서 명명된 ‘Motta Naluns’라는 스키 지역으로 사용되고 있다. 리조트에는 80km의 슬로프와 12개의 리프트(공중 케이블카/체어 리프트/드래그 리프트)가 있다.
2017년 이전에는 지자체는 인 구(District)의 수도였으며, 수오트 타즈나(Suot Tasna) 하위 지구에 위치해 있었다. 2017년 이후에는 엥기아디나 바사/발 뮈스테어(Engiadina Bassa/Val Müstair) 지방의 일부가 되었다. 잘 알려진 온천 마을이자 휴양지이며, 운테렝가딘 계곡의 비즈니스 중심지이다. 인강 왼편에 있는 가장 큰 마을이다. 그것은 그라델라(Pradella) 구간이 있는 스쿠올 마을과 쉬차를(S-charl)의 오래된 광산 마을로 구성된다. 1970년까지 스쿠올은 스쿠올/슐스(Schuls)로 알려졌다.
God da Tamangur(‘뒤에 있는 숲’)는 스쿠올 남쪽에 있는 발쉬차를(Val S-charl)의 가장 먼 끝에 있는 유럽에서 가장 높은 연속 돌 소나무(pinus cembra) 숲이다. 산림 자연 보호 구역은 높이가 최대 2,400m인 약 84ha의 면적을 포함한다. 고도와 날씨로 인해 나무는 매우 느리게 자라며, 최대 700년까지 살 수 있다.

### 기후
계곡의 깊이에 위치한 지리적 위치로 인해 스쿠올은 여름에 따뜻하고, 습한 대륙성 기후(쾨펜 : ‘Dfb’)로 여름은 온화하고 겨울은 쌀쌀하며, 일반적으로 가끔 강설이 동반된다. 가장 추운 달의 평균 최저 기온이 -8º임에도 불구하고 이곳의 겨울은 상류의 마을(예: 생모리츠) 만큼 춥지 않다. 이 도시의 연간 강우량은 평균 94.5일이며, 평균 강수량은 708mm이다. 가장 습한 달은 8월로 스쿠올의 평균 강수량은 109mm이다. 이달의 평균 강수량은 11.8일이다. 일년 중 가장 건조한 달은 2월이며, 4.9일 동안 평균 강수량이 27mm이다.
| 스쿠올 (1991–2020)의 기후 | 스쿠올 (1991–2020)의 기후 | 스쿠올 (1991–2020)의 기후 | 스쿠올 (1991–2020)의 기후 | 스쿠올 (1991–2020)의 기후 | 스쿠올 (1991–2020)의 기후 | 스쿠올 (1991–2020)의 기후 | 스쿠올 (1991–2020)의 기후 | 스쿠올 (1991–2020)의 기후 | 스쿠올 (1991–2020)의 기후 | 스쿠올 (1991–2020)의 기후 | 스쿠올 (1991–2020)의 기후 | 스쿠올 (1991–2020)의 기후 | 스쿠올 (1991–2020)의 기후 |
| 월                        | 1월                       | 2월                       | 3월                       | 4월                       | 5월                       | 6월                       | 7월                       | 8월                       | 9월                       | 10월                      | 11월                      | 12월                      | 연간                      |
| ------------------------- | ------------------------- | ------------------------- | ------------------------- | ------------------------- | ------------------------- | ------------------------- | ------------------------- | ------------------------- | ------------------------- | ------------------------- | ------------------------- | ------------------------- | ------------------------- |
| 일평균 최고 기온 °C (°F)  | 0.0 (32.0)                | 2.9 (37.2)                | 8.7 (47.7)                | 13.0 (55.4)               | 17.1 (62.8)               | 21.1 (70.0)               | 23.1 (73.6)               | 22.6 (72.7)               | 18.1 (64.6)               | 13.2 (55.8)               | 5.8 (42.4)                | 0.3 (32.5)                | 12.2 (54.0)               |
| 일일 평균 기온 °C (°F)    | −4.3 (24.3)               | −2.7 (27.1)               | 1.8 (35.2)                | 6.0 (42.8)                | 10.3 (50.5)               | 13.8 (56.8)               | 15.5 (59.9)               | 15.0 (59.0)               | 11.0 (51.8)               | 6.5 (43.7)                | 0.9 (33.6)                | −3.3 (26.1)               | 5.9 (42.6)                |
| 일평균 최저 기온 °C (°F)  | −8.0 (17.6)               | −7.3 (18.9)               | −3.5 (25.7)               | 0.1 (32.2)                | 4.3 (39.7)                | 7.6 (45.7)                | 9.3 (48.7)                | 9.3 (48.7)                | 5.6 (42.1)                | 1.8 (35.2)                | −2.8 (27.0)               | −6.7 (19.9)               | 0.8 (33.4)                |
| 평균 강수량 mm (인치)     | 38 (1.5)                  | 27 (1.1)                  | 34 (1.3)                  | 35 (1.4)                  | 53 (2.1)                  | 80 (3.1)                  | 88 (3.5)                  | 109 (4.3)                 | 65 (2.6)                  | 69 (2.7)                  | 63 (2.5)                  | 47 (1.9)                  | 708 (27.9)                |
| 평균 강설량 cm (인치)     | 51 (20)                   | 39 (15)                   | 20 (7.9)                  | 7 (2.8)                   | 1 (0.4)                   | 0 (0)                     | 0 (0)                     | 0 (0)                     | 0 (0)                     | 6 (2.4)                   | 24 (9.4)                  | 49 (19)                   | 197 (78)                  |
| 평균 강수일수 (≥ 1.0 mm)  | 5.9                       | 4.9                       | 5.2                       | 6.0                       | 9.1                       | 10.6                      | 11.0                      | 11.8                      | 8.0                       | 8.0                       | 7.2                       | 6.8                       | 94.5                      |
| 평균 강설일수 (≥ 1.0 cm)  | 7.8                       | 6.3                       | 4.0                       | 1.8                       | 0.2                       | 0.0                       | 0.0                       | 0.0                       | 0.0                       | 0.6                       | 4.3                       | 7.4                       | 32.4                      |
| 평균 상대 습도 (%)        | 75                        | 69                        | 63                        | 61                        | 64                        | 66                        | 68                        | 71                        | 73                        | 75                        | 78                        | 77                        | 70                        |
| 평균 월간 일조시간        | 98                        | 116                       | 162                       | 170                       | 176                       | 190                       | 214                       | 195                       | 164                       | 138                       | 87                        | 75                        | 1,785                     |
| 가능 일조율               | 55                        | 54                        | 54                        | 50                        | 44                        | 47                        | 53                        | 53                        | 53                        | 54                        | 48                        | 48                        | 51                        |
| 출처: MeteoSwiss          |                           |                           |                           |                           |                           |                           |                           |                           |                           |                           |                           |                           |                           |

## 인구통계

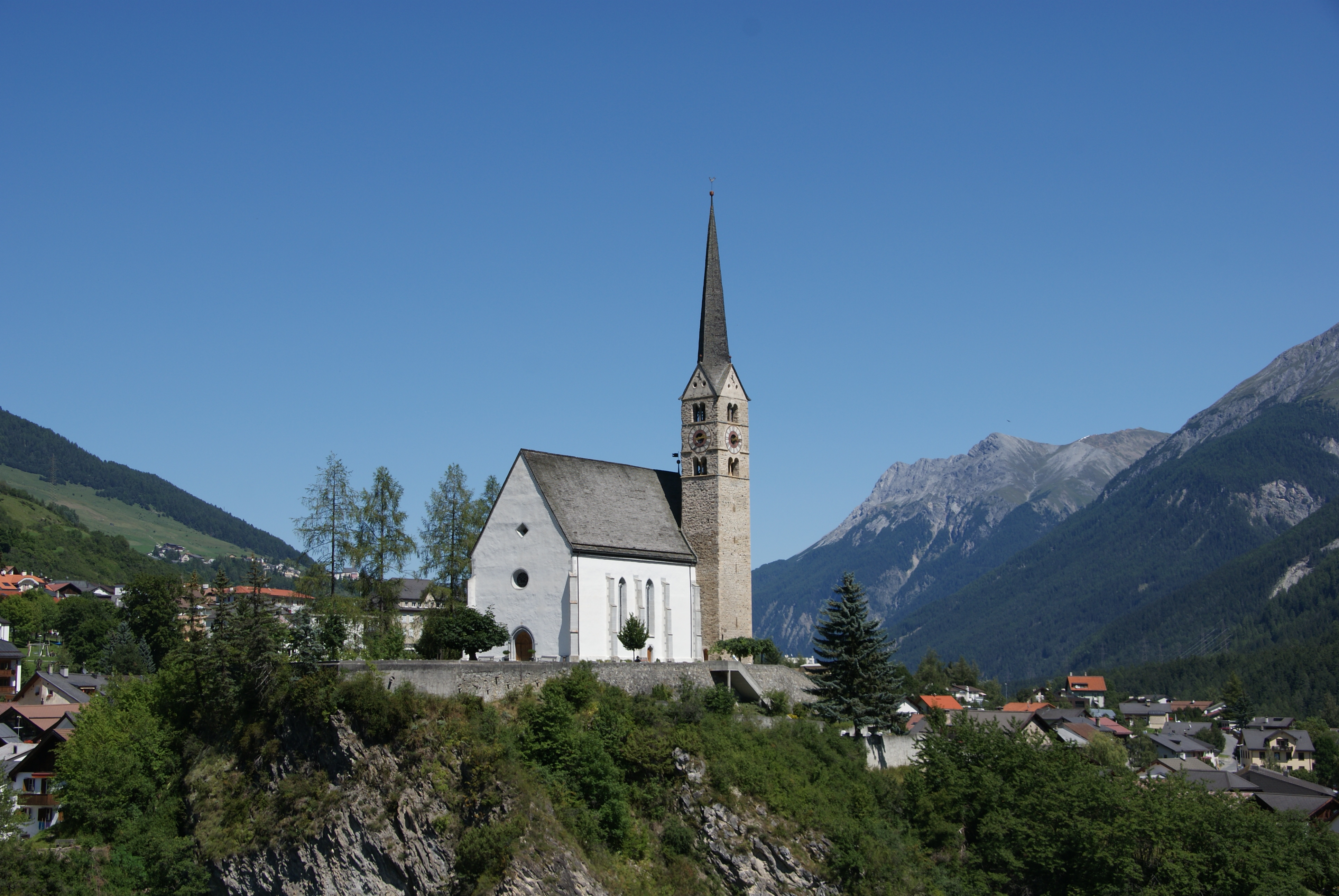
스쿠올의 교회

스쿠올의 인구(2020년 12월 31일 기준)는 4,624명이다. 2008년 기준으로 전체 인구의 23.6%가 외국인이다. 지난 10년 동안 인구는 1.4%의 비율로 증가했다.

2000년 기준으로 인구의 성별 분포는 남성 48.5%, 여성 51.5%였다. 2000년 현재 스쿠올의 연령 분포는 다음과 같다. 220명의 어린이 또는 인구의 10.4%가 0세에서 9세 사이이다. 106명(5.0%)은 10~14세, 139명(6.6%)은 15~19세이다. 성인 인구 중 248명(인구의 11.7%)이 20~29세이다. 334명(15.7%)은 30~39세, 306명(14.4%)은 40~49세, 278명(13.1%)은 50~59세이다. 고령자 분포는 201명(인구의 9.5%)이 60~69세 사이이다. 70~79세는 154명(7.3%), 80~89세는 115명(5.4%), 90~99세는 21명(1.0%)이다.

2013년에 스쿠올에는 1,073가구가 있었다. 2000년 지자체의 694채의 주거동 중 단독주택이 약 41.6%, 다가구주택이 36.6%였다. 또한 1919년 이전에 건설된 건물의 약 36.5%, 1991년에서 2000년 사이에 11.4%가 건설되었다. 2012년 인구 1000명당 신규 주택 건설 비율은 20.57이다. 2014년 지자체 공실률은 2.48%였다.

### 과거인구
역사적 인구는 다음 차트에 나와 있다.

### 언어
2000년 기준, 인구 절반이 로만슈어(49.4%)를 사용하며, 독일어가 2위(39.2%)이고, 이탈리아어가 3위(3.9%)이다. 스쿠올은 리아 루만차(Lia Rumantscha) 지점의 중심지이다.
| 스쿠올의 언어 |             |             |             |             |             |             |
| 언어          | 센서스 1980 | 센서스 1980 | 센서스 1990 | 센서스 1990 | 센서스 2000 | 센서스 2000 |
| 언어          | 수          | 비율        | 수          | 비율        | 수          | 비율        |
| 로만슈어      | 1130        | 64.79%      | 1087        | 57.54%      | 1049        | 49.43%      |
| 독일어        | 484         | 27.75%      | 651         | 34.46%      | 831         | 39.16%      |
| 이태리어      | 76          | 4.36%       | 77          | 4.08%       | 82          | 3.86%       |
| 인구          | 1744        | 100%        | 1889        | 100%        | 2122        | 100%        |

## 경제
2012년 기준으로 지자체에 고용된 사람은 총 2,240명이다. 이 중 1차 경제 부문의 13개 기업에서 총 39명이 근무했다. 2 차 부문은 33개의 개별 사업에서 394명의 근로자를 고용했다. 마지막으로, 3차 부문은 265개 기업에서 1,807개의 일자리를 제공했다. 2013년에는 전체 인구의 20.6%가 사회 지원을 받았다.

### 병원
하부 엥가딘 병원(로만슈어 : Ospidal Engiadina Bassa)라는 작은 지역 병원이 있다. 2008년 6월 21일 개원 100주년을 맞이한 국내 최대 규모의 병원으로 외과, 내과, 심장내과, 피부과, 종양내과, 산부인과, 24시간 응급실, 2개 병동(침대 집중 치료실) 등의 기본 진료과목을 갖추고 있다. 주요 스키 지역이 있는 산악 리조트의 경우 당연히 정형외과 절차가 매우 일반적이다.

## 교육
스쿠올에서는 인구의 약 69.7%(25-64세)가 비필수 고등교육 또는 추가 고등교육(대학 또는 응용학문대학)을 완료했다.

## 교통
지자체에는 4개 기차역이 있다.
- 스쿠올-타라스프역
- 프탄 바라이글라역 (Ftan Baraigla)
- 아르데츠역 (Ardez)
- 과르다역 (Guarda)

4개 모두 베버-스쿠올-타라스프선에 있으며, 디젠티스/무쉬테 및 폰트레시나까지 정기적으로 운행한다.